# Glória-da-manhã

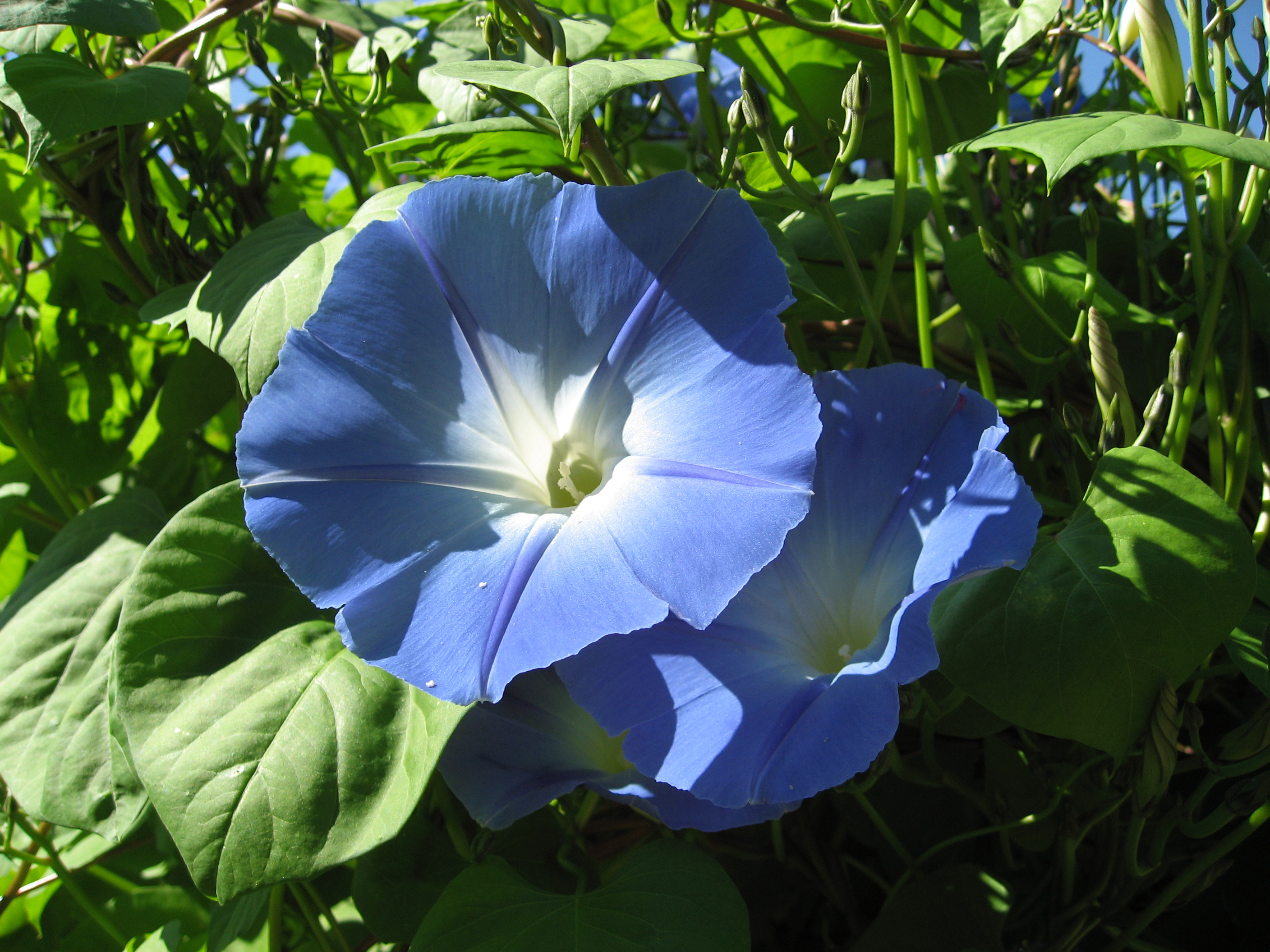
Glória-da-manhã (Ipomoea tricolor 'Heavenly Blue')

Glória-da-manhã é o nome comum de centenas de espécies de plantas floridas da família Convolvulaceae, que se distribui entre os seguintes géneros:
- Calystegia
- Convolvulus
- Ipomoea
- Merremia
- Rivea

Como se entende pelo nome, glória-da-manhã, as flores possuem formato afunilado, e se abrem pela manhã, permitindo a polinização por beija-flores, borboletas, abelhas e outros insetos e pássaros diurnos, como também pelas mariposas da família Sphingidae (Lepidoptera), ao anoitecer, nas florações variantes mais duradouras. A flor tipicamente dura uma única manhã e morre à tarde. No entanto, novas flores desabrocham todos os dias. As flores geralmente começam a murchar poucas horas antes de as pétalas começarem a mostrar visível ondulação. Elas preferem sol pleno durante o dia e solos relativamente húmidos.
No cultivo, são tratadas como plantas perenes nas regiões tropicais e como anuais nos climas mais frios, mas algumas espécies toleram o frio do inverno. As glórias-da-manhã são parentes próximas das flores-da-lua ou damas-da-noite, flores que se abrem à noite para serem polinizadas por mariposas.